# Danmark ved sommer-OL 1980
Danmark deltog ved sommer-OL 1980 i Moskva med 57 sportsudøvere i tretten sportgrene. Men den danske deltagelse var præget af protesten over Sovjetunionens invasion af Afghanistan. Flere vestlige lande udeblev fra legene, mens andre lande, som Danmark, stillede op under OL-flaget, og de danske guldmedaljevindere hørte den olympiske hymne i stedet for nationalmelodien. Danmark kom på sekstendepladsen med to guld- én sølv- og to bronzemedaljer.

## Medaljer
| 1980 Moskva | Guld | Sølv | Bronze | Total |
| Danmark     | 2    | 1    | 2      | 5     |

## Medaljevinderne
| Danmark under sommer-OL 1980 i Moskva | Danmark under sommer-OL 1980 i Moskva                    | Danmark under sommer-OL 1980 i Moskva | Danmark under sommer-OL 1980 i Moskva         | Danmark under sommer-OL 1980 i Moskva |
| Medaljer                              | Udøver                                                   | Sport                                 | Øvelse                                        | Resultat                              |
| ------------------------------------- | -------------------------------------------------------- | ------------------------------------- | --------------------------------------------- | ------------------------------------- |
| Guld                                  | Kjeld Rasmussen                                          | Skydning                              | Skeetskydning                                 | 196 points                            |
| Guld                                  | Poul Richard Høj Jensen Erik Hansen Valdemar Bandolowski | Sejlsport                             | Soling                                        | 23,0 points                           |
| Sølv                                  | Peter Due Per Kjærgaard                                  | Sejlsport                             | Tornado                                       | 30,4 points                           |
| Bronze                                | Hans-Henrik Ørsted                                       | Cykelsport                            | 4000 meter individuel forfølgelsesløb, herrer | 4:36,54                               |
| Bronze                                | Susanne Nielsson                                         | Svømmesport                           | 100 meter brystsvømning                       | 1:11,16                               |

## Bokseturneringen
I bokseturneringen deltog alene Michael Madsen i letsværvægt. Madsen vandt sin første kamp mod ungareren Csaba Kuzma i turneringens første runde. I kvartfinalen mødte han cubaneren Ricardo Rojas, hvor Madsen blev slået med dommerstemmerne 1-4.